# اچ‌ام‌ای‌اس لاچلان (کی۳۶۴)
اچ‌ام‌ای‌اس لاچلان (کی۳۶۴) (به انگلیسی: HMAS Lachlan (K364)) یک کشتی بود. این کشتی در سال ۱۹۴۴ ساخته شد.